# 張尚柔
張 尚柔（ちょう しょうじゅう、? - 471年）は、南朝梁の武帝蕭衍の母。本貫は范陽郡方城県。

## 経歴
張穆之と蕭氏の娘として生まれた。宋の元嘉年間、蕭順之にとついだ。泰始7年（471年）、秣陵県同夏里の家で死去し、晋陵郡武進県の東城里山に葬られた。梁の天監元年（502年）閏4月甲辰、皇后に追尊された。諡は献といった。

## 伝説
あるとき尚柔が室内にあって、庭前にこの世のものとは思えないほどまばゆく光る菖蒲の花を見かけた。尚柔は驚いて侍者に訊ねたが、侍者が見えないと答えたので、尚柔は「菖蒲の花を見た者は富貴となるだろうと聞いている」と言って、その花を取って呑みこんだ。この月に蕭衍を産んだ。出産の夜、尚柔は庭内に衣冠の者たちが控え並んでいる姿を見た。

## 子女
- 蕭懿（長沙宣武王）
- 蕭敷（永陽昭王）
- 蕭衍（武帝）
- 蕭暢（衡陽宣王）
- 蕭令嫕（義興昭長公主、王琳の妻）

## 伝記資料
- 『梁書』巻7 列伝第1 皇后
- 『南史』巻12 列伝第2 后妃下